# Eifelfuß
Koordinaten: 50° 35′ 10″ N, 6° 58′ 46″ O

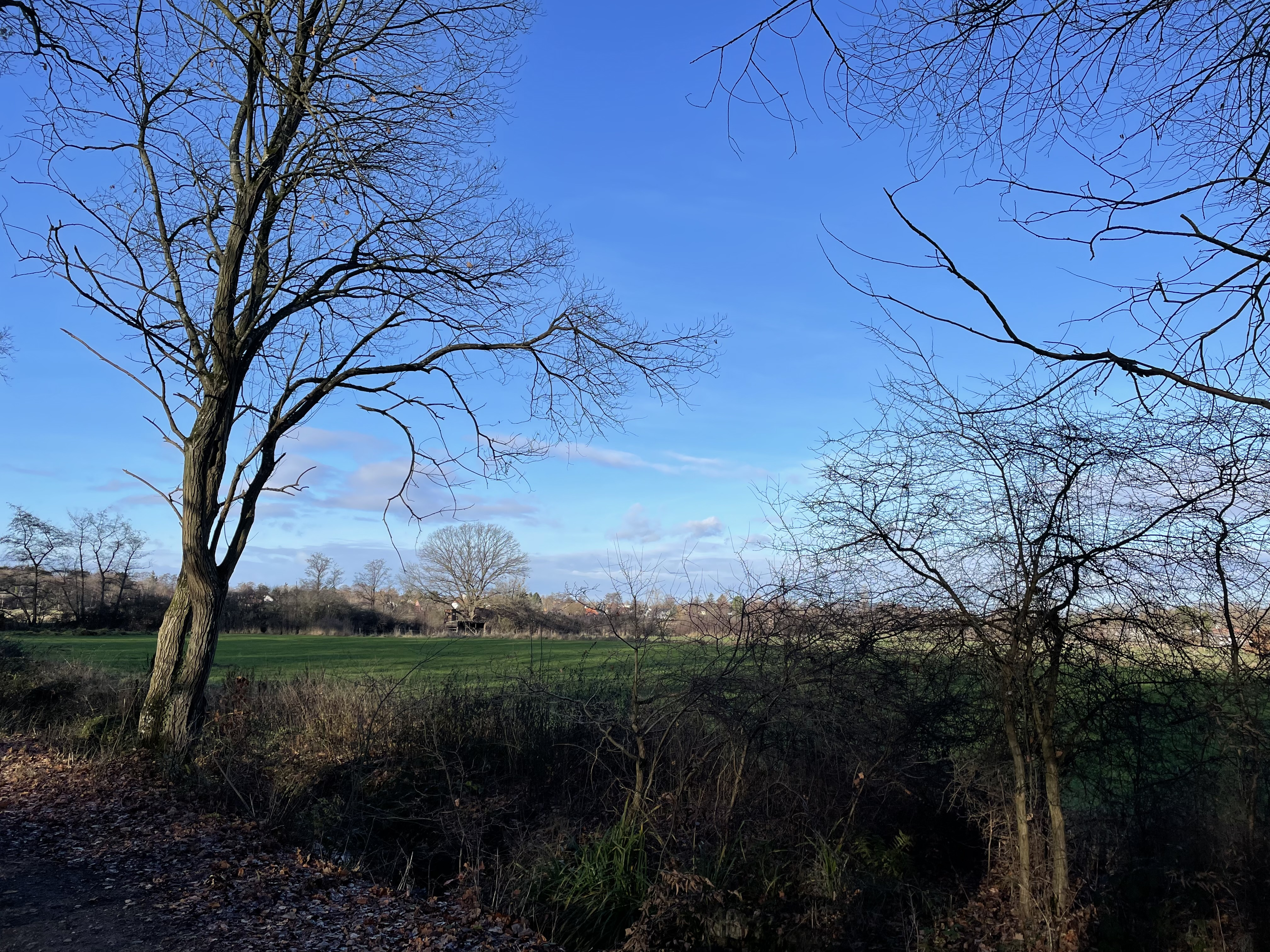
NSG Eifelfuß

Das Naturschutzgebiet Eifelfuß liegt auf dem Gebiet der Städte Meckenheim und Rheinbach im Rhein-Sieg-Kreis in Nordrhein-Westfalen.
Das aus neun Teilflächen bestehende Gebiet erstreckt sich südlich der Kernstadt Rheinbach und südwestlich der Kernstadt Meckenheim. Westlich des Gebietes verläuft die Landesstraße L 492, nordöstlich die L 471 und die A 61 und östlich die B 257. Am östlichen Rand der am weitesten südlich gelegenen Teilfläche verläuft die Landesgrenze zu Rheinland-Pfalz.

## Bedeutung
Das etwa  68,1 ha große Gebiet wurde im Jahr 1993 unter der Schlüsselnummer SU-029 unter Naturschutz gestellt. Schutzziele sind
- der Schutz und Erhalt von Magergrünland, Lebensraum von gefährdeten Tier- und Pflanzenarten,
- die Erhaltung naturnaher Grünland- und Saumstrukturen als Lebensraum des Schwarzblauen Bläulings,
- der Schutz und Erhalt eines reichstrukturierten, gut ausgebildeten Biotopkomplexes mit seltenen Biotoptypen wie Erlenbruch, Seggenriedern und Feuchtgrünland und
- der Erhalt und die Optimierung einer großen, strukturell vielfältigen und relativ naturnahen Waldfläche mit naturnahen Tümpeln am Eifelfuß auch als bedeutendes Element des Waldbiotopverbundes.[2]